# Пригородное железнодорожное сообщение Владивостока
Железнодорожный транспорт Владивостока — система пригородно-городских поездов-«электричек» в городе Владивостоке. Обеспечивается ОАО «Экспресс Приморья».

## Особенности, история и перспективы
В связи с большой протяжённостью и тяжёлым для широкого развития наземных дорог пересечённым рельефом территории города пригородные электрички в черте города до станции Угольная активно используются в качестве городского транспорта.
Кроме того, в течение некоторого времени с 2004 г. из центра города до мыса Чуркина с использованием километрового железнодорожного тоннеля действовал маршрут внутригородской электрички, полуофициально называемой «наземное метро», с оплатой проезда как в наземном транспорте. Маршрут ходил несколько раз в день по расписанию, помогая обеспечивать потребности в пиковых перевозках.
С 20 июля 2012 года запущен маршрут электрички Владивосток — Аэропорт «Кневичи», который до 2015 именовался в Аэроэкспрессом.
В рамках проекта «Большой Владивосток» предполагается организация скоростного городского поезда Владивостокской агломерации.

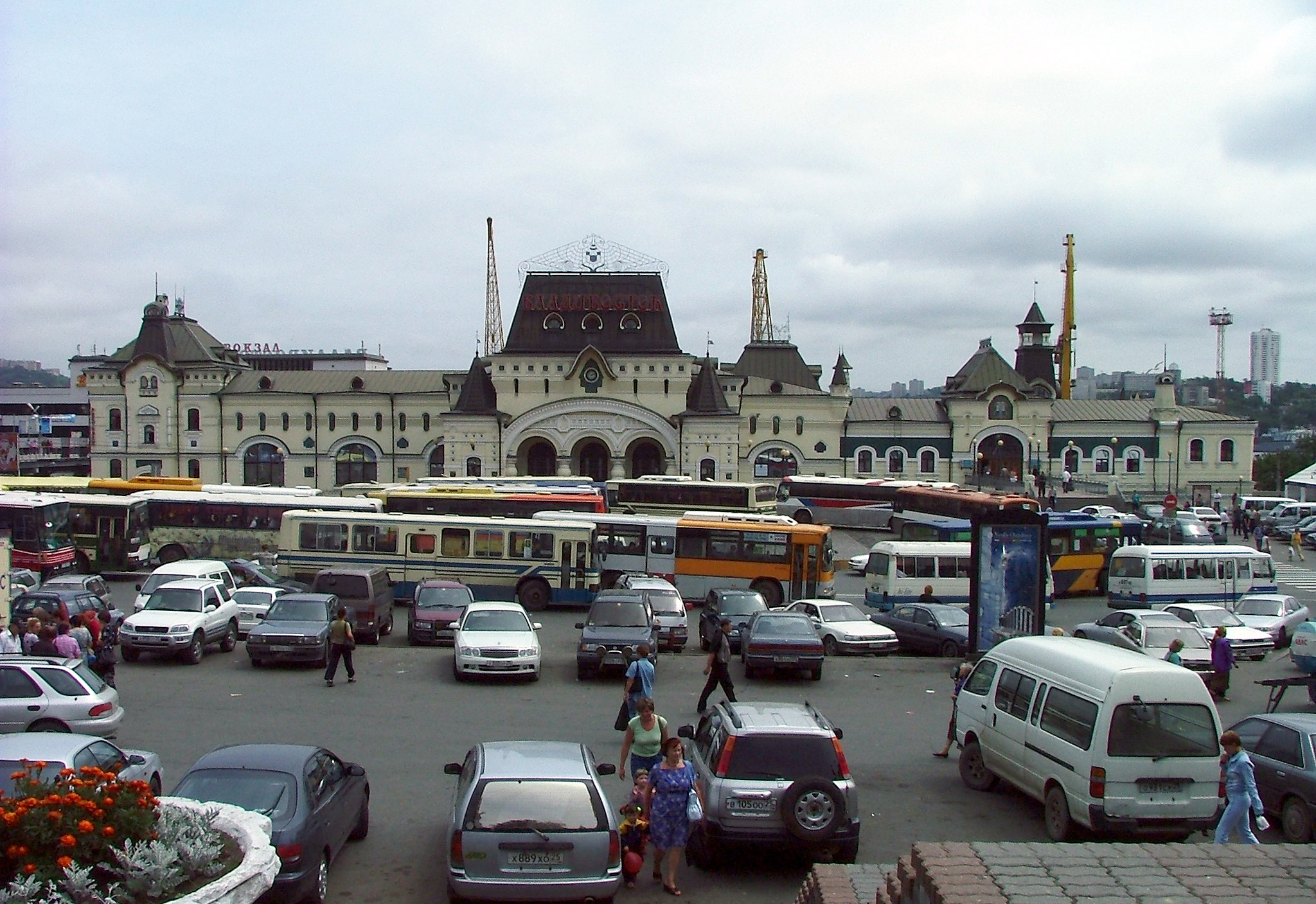
Железнодорожный вокзал Владивостока
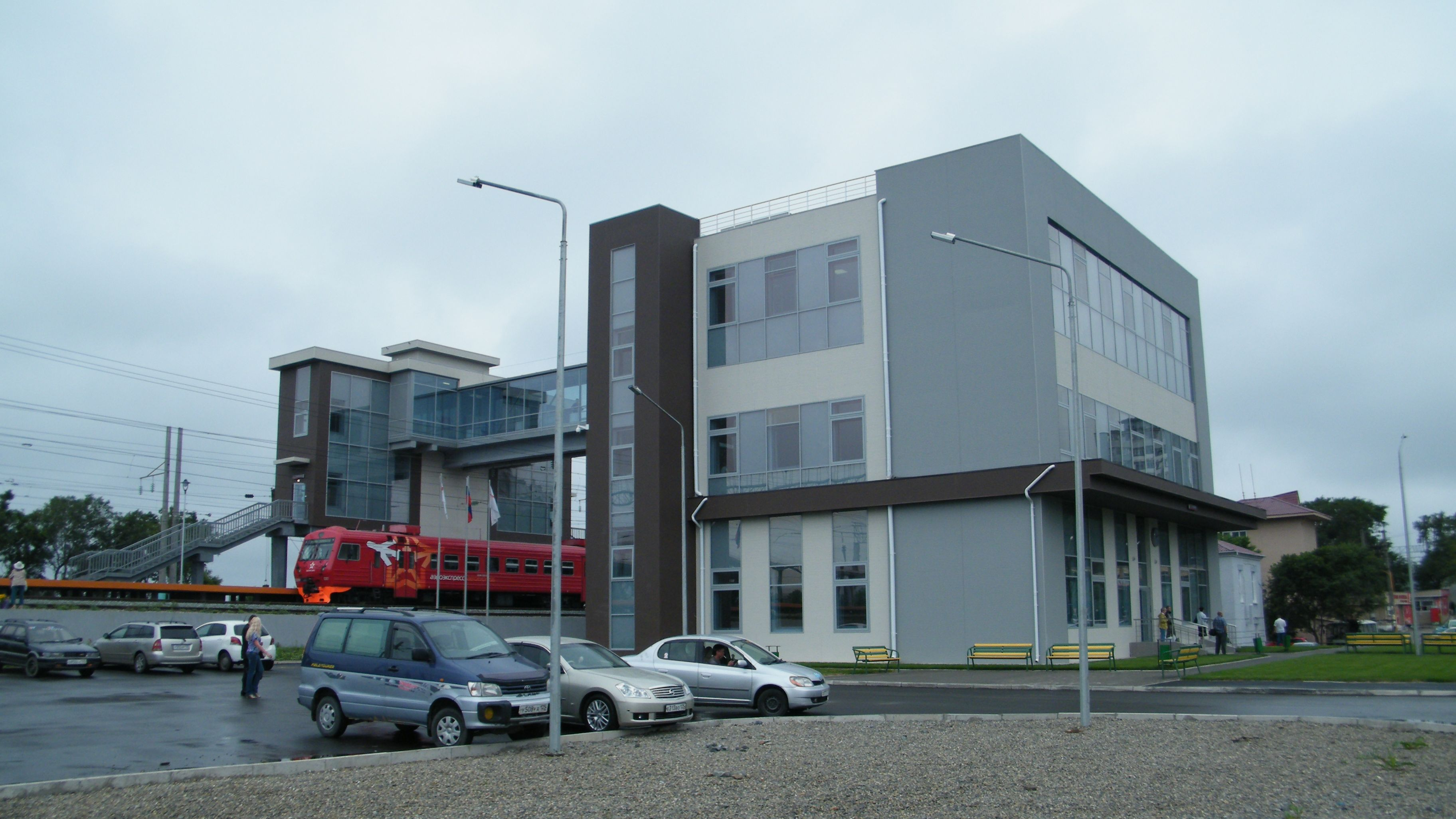
Новый вокзал станции Вторая Речка (построен к форуму АТЭС), у платформы — аэроэкспресс Владивосток-Кневичи
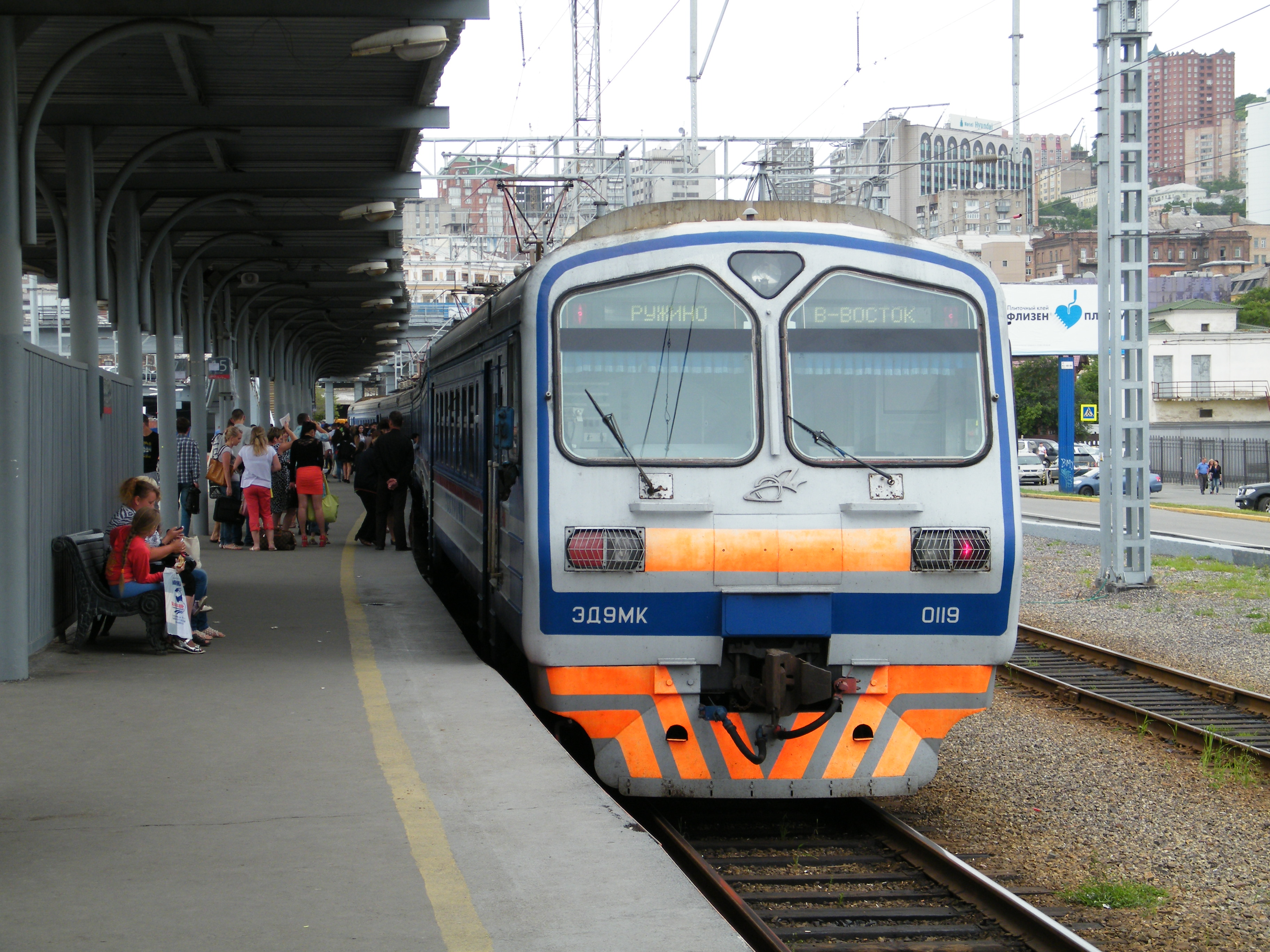
Электропоезд «Уссурочка» Владивосток-Ружино